# Piotr Karolak
Piotr Karolak (ur. 12 kwietnia 1969) – polski koszykarz występujący na pozycjach skrzydłowego oraz środkowego, reprezentant Polski, trener koszykarski.
Jest pierwszym polskim koszykarzem w historii, który został zatrudniony przez klub z włoskiej Lega Basket A. W 2001 roku został zatrudniony przez zespół Viola Reggio Calabria. Rozegrał w nim 3 spotkania, po czym trafił do Belgii, gdzie zasilił szeregi Union Mons-Hainaut. Tam przyszło mu wziąć udział w 4 spotkaniach ligowych i dwóch w ramach eliminacji do Pucharu Koracia. Po tym zagranicznym epizodzie powrócił do Lublina, gdzie dokończył rozgrywki w I lidze, niedługo potem zakończył karierę sportową.
Jego synowie, Jakub oraz Bartłomiej, również zostali koszykarzami.

## Osiągnięcia
Zawodnicze
- 4-krotny uczestnik meczu gwiazd PLK (1994, 1995, 1996 – Poznań, 1996 – Sopot)[5]

Reprezentacja
- Uczestnik Uniwersjady[1]

Trenerskie
- Awans do I ligi ze Startem Lublin (2009)[6]